# F
La f (en mayúscula F, nombre efe, plural efes) es la sexta letra y la cuarta consonante del alfabeto español y del alfabeto latino básico.
En español representa un sonido consonante obstruyente, fricativo, labiodental y sordo.

## Historia
El grafema de esta letra deriva de la letra fenicia waw, que, sin embargo, poseía un valor fonético [w]. De tal letra derivó la digamma griega, que luego desapareció. Los etruscos tomaron la letra digamma aunque mutaron el valor fonemático [v] por el de [f] y con este valor fonético la letra llegó al alfabeto latino. 
| T3 |

| T3 |

## Fonética
F es una fricativa labiodental sorda, la transcripción gráfica del sonido en el Alfabeto Fonético Internacional, AFI es [f].

## Representaciones alternativas
En alfabeto fonético aeronáutico y en el militar se le asigna la palabra Foxtrot (ocasionalmente "Florida").
En código Morse es:  ·· — · 

Banderas de señales
Alfabeto semáforo
Signografía Braille (español)
Alfabeto manual

## Ligaduras
En la tipografía germánica y anglosajona, en particular de las fuentes tipo serif, la f minúscula es una de las letras ligadas más comúnmente. Unicode crea ligaduras con las letras f, l, i y t: ﬀ, ﬁ, ﬂ, ﬃ, ﬄ y ﬅ (de U+fb00 hasta U+fb05).

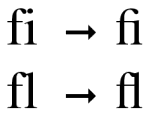
Ligaduras más comunes de f.

## Códigos informáticos
- Unicode: mayúscula U+0046, minúscula U+0066.
- ASCII: ISO 8859-1, mayúscula 70, minúscula 102;
- En sistema binario 01000110 y 01100110, respectivamente.
- EBCDIC: mayúscula 198, minúscula 134.
- Entity: mayúscula & #70; e minúscula & #102.

### Variantes
- El franco francés puede ser representado con  FF o por ₣ (Unicode 0x20a3).
- F anzuelo mayúscula (Unicode 0x0191, Ƒ)  es utilizada para la transcripción de ciertas lenguas africanas y f cursiva minúscula es el símbolo monetario del florín.
- F punta jefe (Unicode 0x1e1e y 0x1e1f, Ḟ y ḟ) fue utilizada por la antigua ortografía gaélica irlandesa.
- F ha sido tomada para representar la (feoh) del futhark (alfabeto rúnico).
- Existe también:
  - F  mayúscula invertida (Unicode 0x2132, Ⅎ).
  - F  minúscula entre paréntesis (Unicode 0x24a1, ⒡).
  - F  circulada (Unicode 0x24bb y 0x24d5, Ⓕ y ⓕ).

## Otros significados
- En notación anglosajona representa la nota o acorde de fa.
- En el lenguaje coloquial de internet se usa la letra F para mostrar respeto ante una situación trágica o vergonzosa. Esta expresión viene del videojuego Call of Duty: Advanced Warfare, concretamente, en la escena inicial de la segunda misión del juego, en la que el protagonista, el soldado Jack Mitchell, asiste al funeral de su mejor amigo, el cual falleció en una guerra de Corea del Sur. Debido a esto, se le pide al jugador que presione la tecla F para mostrar respeto (Press F to pay respects) si se juega en PC. Suele aparecer sobre todo en las plataformas de Youtube, Twitch, Twitter, etc.[2]